# 분리 (철학)

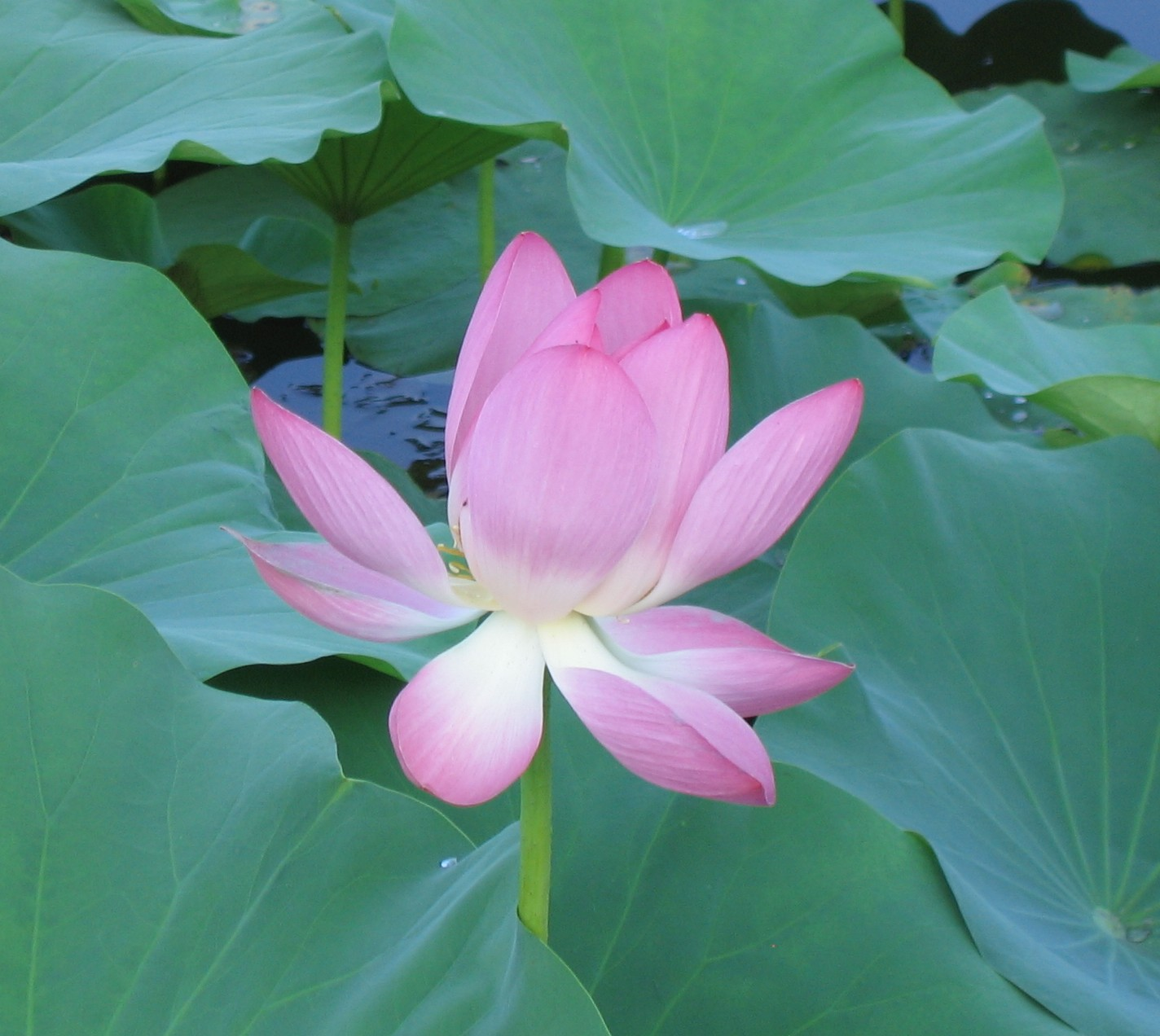
연꽃은 진흙 바다 위에 솟아 뽀얀 꽃을 피우는 능력으로 인해 아시아의 몇 종교에서는 무애착을 상징한다.

무애착으로 표현되기도 하는 분리(分離)는 사람이 세상의 사물, 사람, 개념에 대해 바라는 자신의 애착을 극복하여 높은 관점에 도달한 상태이다.